# Église Saint-Augustin de Saint-Augustin
L’église Saint-Augustin est une petite église paroissiale située dans la commune de Saint-Augustin en Charente-Maritime, dans le diocèse de La Rochelle et Saintes. Elle fait partie du doyenné de Royan et du secteur pastoral Saint-Hilaire en Pays Royannais. Elle est placée sous le vocable de saint Augustin.
Ancienne chapelle privée du logis du Breuil, elle date du XVIIIe siècle et a été largement remaniée au XIXe siècle. Elle a remplacé une ancienne église romane, trop endommagée pour être réparée, dont il ne subsiste aujourd'hui plus aucun vestige.

## Historique
L'ancienne église de Saint-Augustin, de fondation médiévale, se trouvait dans le quartier du « Bourg », sur une petite éminence rocheuse qui dominait autrefois le golfe du Barbareu et un petit port de pêche. Conformément à la tradition, elle était entourée d'un petit cimetière. Dépendance de l'abbaye Saint-Étienne de Vaux, elle se trouve dans un état de délabrement avancé au début du XIXe siècle, et nécessite de profonds travaux de restauration que la commune ne peut financer. 
En marge du centre paroissial, le logis du Breuil est alors une ancienne demeure noble qui possède, comme beaucoup d'autres domaines, une chapelle privée. Cette dernière, qui date du XVIIIe siècle, est agrandie en 1843. La propriétaire du domaine, Mme Manes, accepte de faire don de la chapelle à la seule condition qu'elle obtienne de l'épiscopat le statut d'église paroissiale. Cette condition ayant été acceptée, la procédure de donation est engagée le 26 novembre 1858 et le 2 août 1859, elle devient propriété de la commune. 
Il ne subsiste plus de traces de l'ancienne église romane, qui, devenue inutile, a été entièrement démolie et ses matériaux réemployés.
La messe selon la forme tridentine du rite romain y est célébrée un dimanche sur deux par un prêtre de l'Institut du Christ Roi Souverain Prêtre (ICRSP).

## Description
C'est une petite église constituée d'une simple nef voûtée en anse de panier et prolongée d'une abside en cul de four. Elle possède un petit clocher mur à baie unique et ne possède qu'une cloche.
La façade, d'inspiration classique avec fronton triangulaire à denticules, date de 1859. Elle est l'œuvre de l'architecte Sauvion. 
L'intérieur, d'une grande sobriété, forme un vaisseau unique éclairé de grandes baies en plein cintre, qui se prolonge par une abside hémicyclindrique. Le plafond, entièrement lambrissé, est en anse de panier. Le maître-autel, d'inspiration baroque, est encadré de plusieurs statues (sainte Jeanne d'Arc, saint Michel, sainte Thérèse). Une grande chaire en bois est accolée au mur.
L'église possède une petite cloche datant de 1773 provenant d'un navire scandinave, classée au titre des objets historiques depuis le 25 mars 1938 .
Une demande de classement de l'église au titre des Monuments historiques, portée par l'association « Bien vivre à Saint-Augustin » a finalement été refusée par la Délégation de la commission régionale du patrimoine et des sites le 21 février 2012. Sans préjuger des qualités architecturales du monument, la délégation a estimé que le caractère architectural du monument était « en deçà de celui habituellement retenu pour une protection relevant du code du patrimoine ».

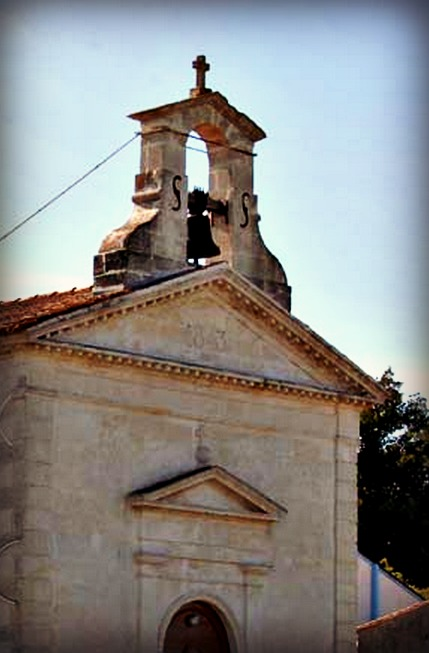
Détail de la façade.
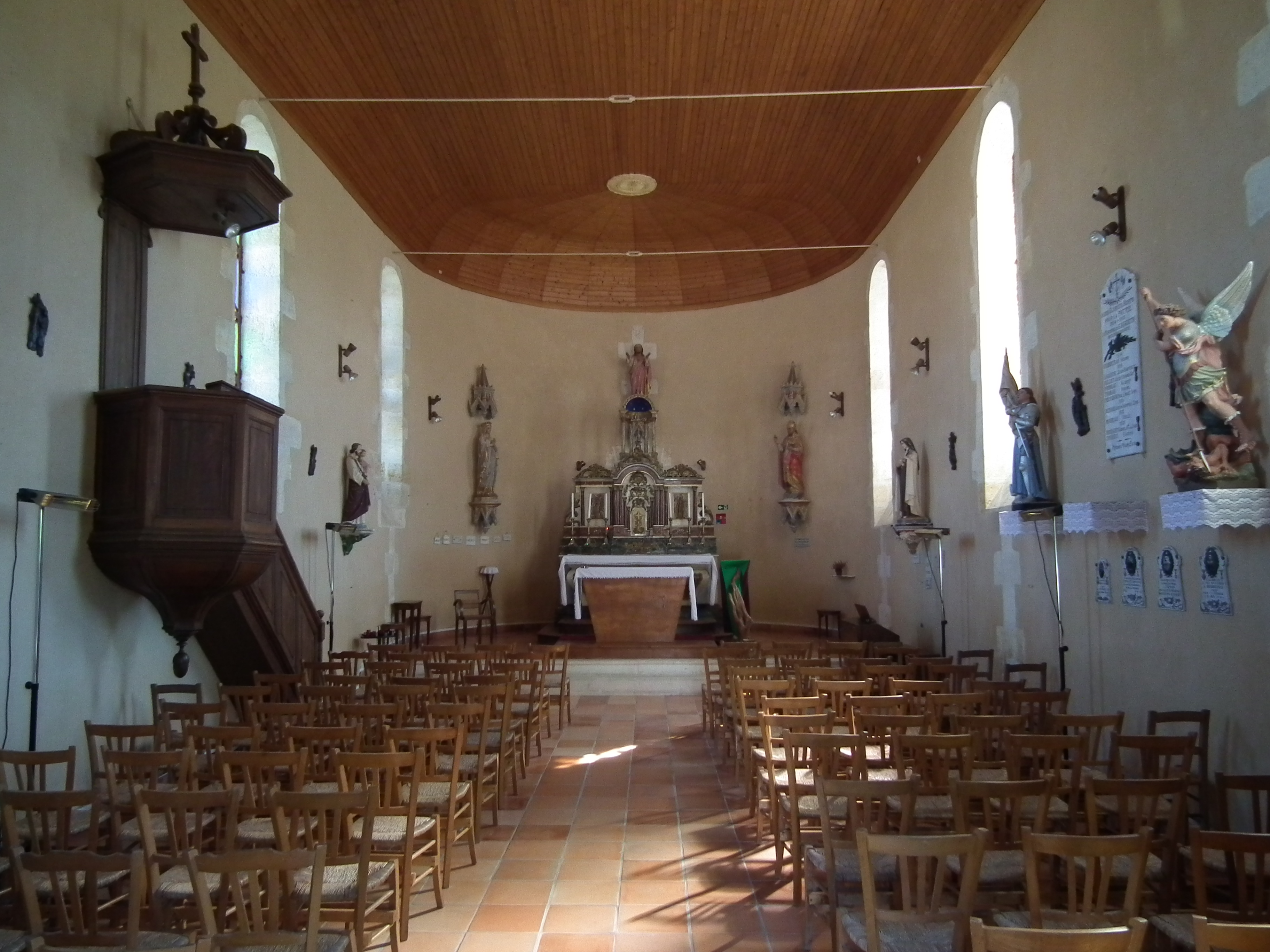
L'intérieur de l'église.
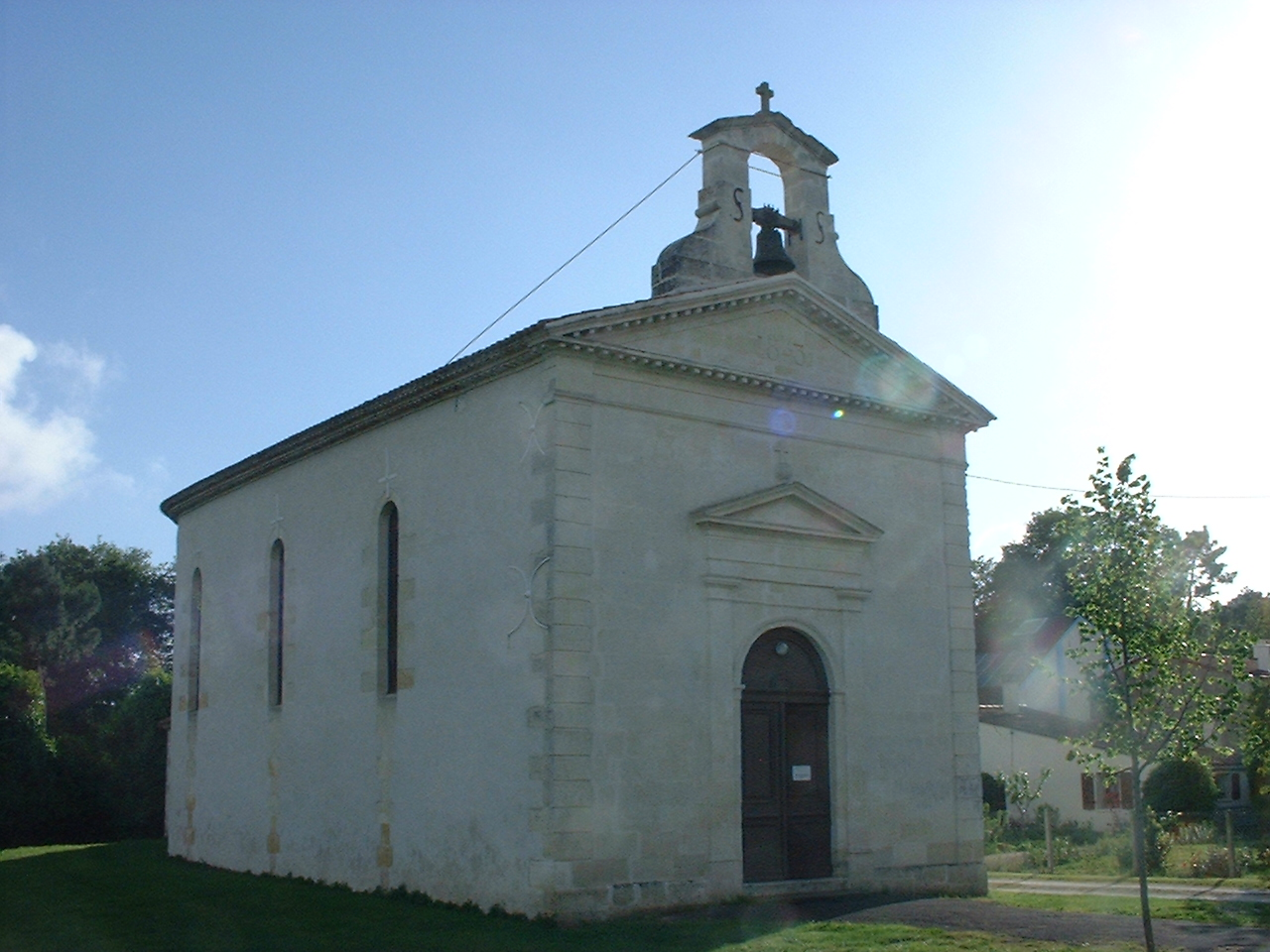
La façade.